# 1870-es évek
Évszázadok: 18. század · 19. század · 20. század
Évtizedek: 1820-as évek · 1830-as évek · 1840-es évek · 1850-es évek · 1860-as évek · 1870-es évek · 1880-as évek · 1890-es évek · 1900-as évek · 1910-es évek · 1920-as évek
Évek: 1870 · 1871 · 1872 · 1873 · 1874 · 1875 · 1876 · 1877 · 1878 · 1879

## Események és irányzatok
- A franciák versenyfutást indítottak el Afrikáért és elégtételt szerettek volna kapni a poroszoktól az 1870-ben elszenvedett vereségért.
- Buda, Pest és Óbuda egyesült, és létrejött Budapest (1873)
- Megépült az Andrássy út és a Margit híd.